# سباستیان کریمر

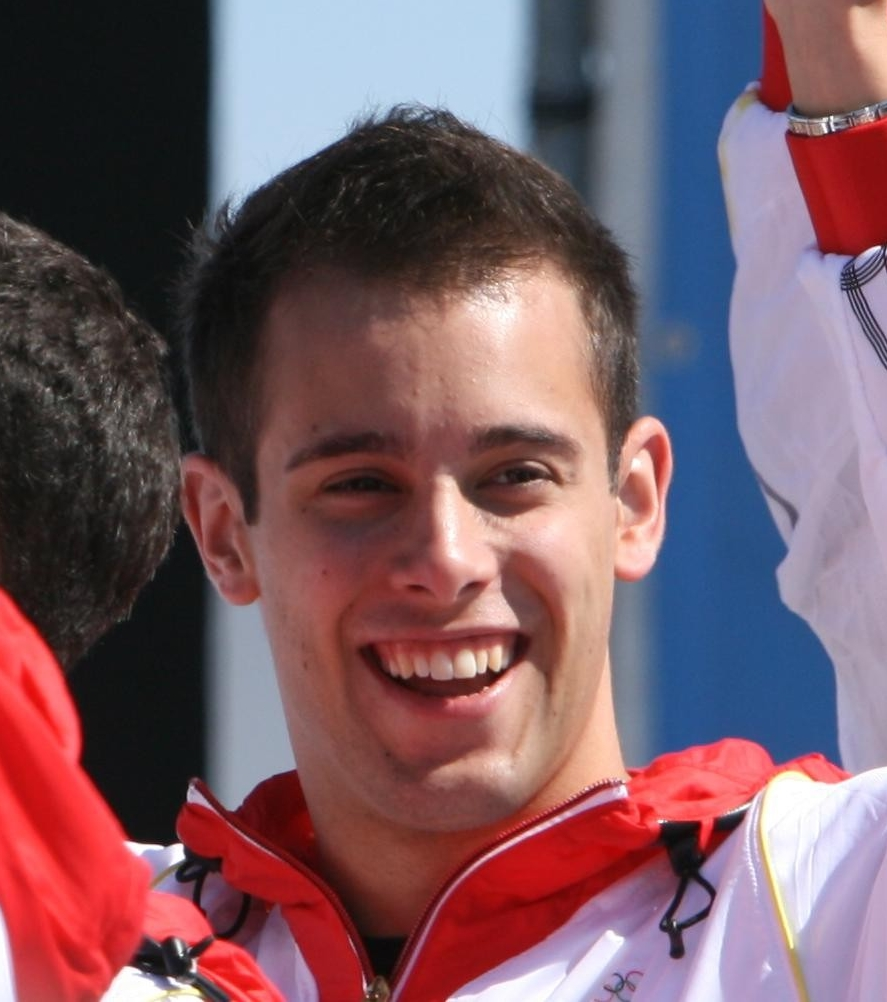
سباستیان کریمر در سال ۲۰۱۲

سباستیان کریمر (به انگلیسی: Sebastian Krimmer) ژیمناست زادهٔ ۲۱ ژوئن ۱۹۹۰ میلادی اهل کشور آلمان است.